# Marian Fąka
Marian Fąka (ur. 25 listopada 1924 w Ostrowie Wielkopolskim, zm. 15 listopada 2013 w Poznaniu) – kapłan katolicki, kanonista, profesor Uniwersytetu Kardynała Stefana Wyszyńskiego w Warszawie i Papieskiego Wydziału Teologicznego w Poznaniu, protonotariusz apostolski.

## Życiorys
Pierwsze lata życia spędził w Ostrowie Wielkopolskim. Wcześnie związał się z ruchem skautowskim skupionym wokół ks. Lecha Ziemskiego. Po wybuchu II wojny światowej znalazł się w Kielcach, gdzie był zaangażowany w działania Armii Krajowej i gdzie na tajnych kompletach w 1944 r. zdał maturę. Po wojnie wstąpił do seminarium duchownego. W 1949 r. z rąk abp. Walentego Dymka przyjął w Poznaniu święcenia kapłańskie. Pierwszą placówką duszpasterską była parafia w Bojanowie, a następnie pełnił posługę w parafii katedralnej w Poznaniu. W 1957 r. został mianowany notariuszem w Metropolitalnym Sądzie Duchownym w Poznaniu, w którym w 1984 r. objął stanowisko oficjała. Był także kanonikiem gremialnym Kapituły Katedralnej w Poznaniu. Pełnił rolę postulatora w procesach beatyfikacyjnych bł. Edmunda Bojanowskiego, bł. Sancji Szymkowiak i bł. Marii Karłowskiej.
Odbył studia w zakresie prawa kanonicznego w Akademii Teologii Katolickiej w Warszawie (ATK). Tam też uzyskał stopień doktora nauk prawnych. W 1970 r. rozpoczął pracę jako adiunkt ATK. Habilitował się w roku 1974 na podstawie dorobku i rozprawy pt. Stan prawny Kościoła Katolickiego w Wielkim Księstwie Poznańskim w latach 1815-1850 w świetle prawa pruskiego. W 1982 r. uzyskał tytuł naukowy profesora nauk prawnych. Był wykładowcą UKSW, Papieskiego Wydziału Teologicznego w Poznaniu oraz Arcybiskupiego Seminarium Duchownego w Poznaniu. Należał do Międzynarodowego Stowarzyszenia Kanonistów, Międzynarodowego Stowarzyszenia Prawa Kościołów Wschodnich i Poznańskiego Towarzystwa Przyjaciół Nauk. W 2000 odznaczony Krzyżem Kawalerskim Orderu Odrodzenia Polski.
Został pochowany na cmentarzu Miłostowo w Poznaniu (pole 4, kwatera kanoników kapituły metropolitalnej). Uroczystościom pogrzebowym odbytym 19 listopada 2013 r. przewodniczył abp Stanisław Gądecki, metropolita poznański.

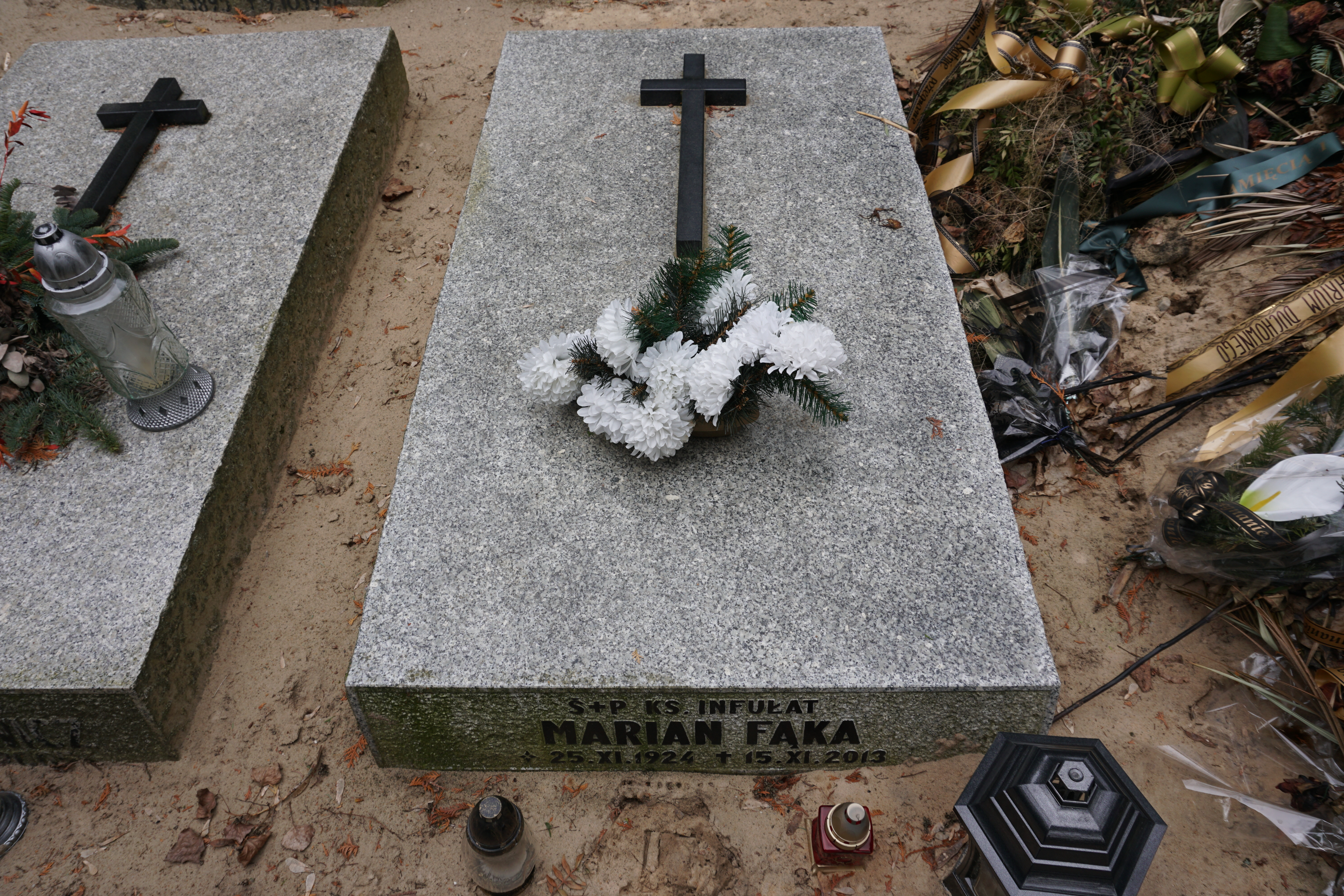
Grób ks. Mariana Fąki na cmentarzu Miłostowo w Poznaniu

## Wybrane publikacje
- Stan prawny Kościoła Katolickiego w Wielkim Księstwie Poznańskim w latach 1815-1850 w świetle prawa pruskiego, Warszawa 1975
- Państwowe prawo wyznaniowe Polskiej Rzeczypospolitej Ludowej. Wybór tekstów źródłowych (red.), Warszawa 1978
- Ziarno wrzucone w ziemię. Błogosławiony Edmund Bojanowski (1814-1871), Poznań 1999
- Echa milenijne, Poznań 2006